# Iris mariae
Espèce
Classification phylogénétique
Iris mariae est une plante herbacée vivace de la famille des Iridacées originaire du Moyen-Orient (notamment dans le désert du Neguev).
Synonyme: Iris helenae

## Description
Il s'agit d'un iris géophyte à rhizome.
Sa taille reste modeste : 15 à 25 centimètres de haut.
La floraison a lieu d'avril à mai. La fleur, pourpre, lavande, rose ou violette, comporte trois grands sépales et trois pétales de plus petite taille.
C'est une espèce diploïde : 2n=20.

## Position taxinomique
L'espèce est classée dans le sous-genre Iris, section Oncocyclus.

## Galerie

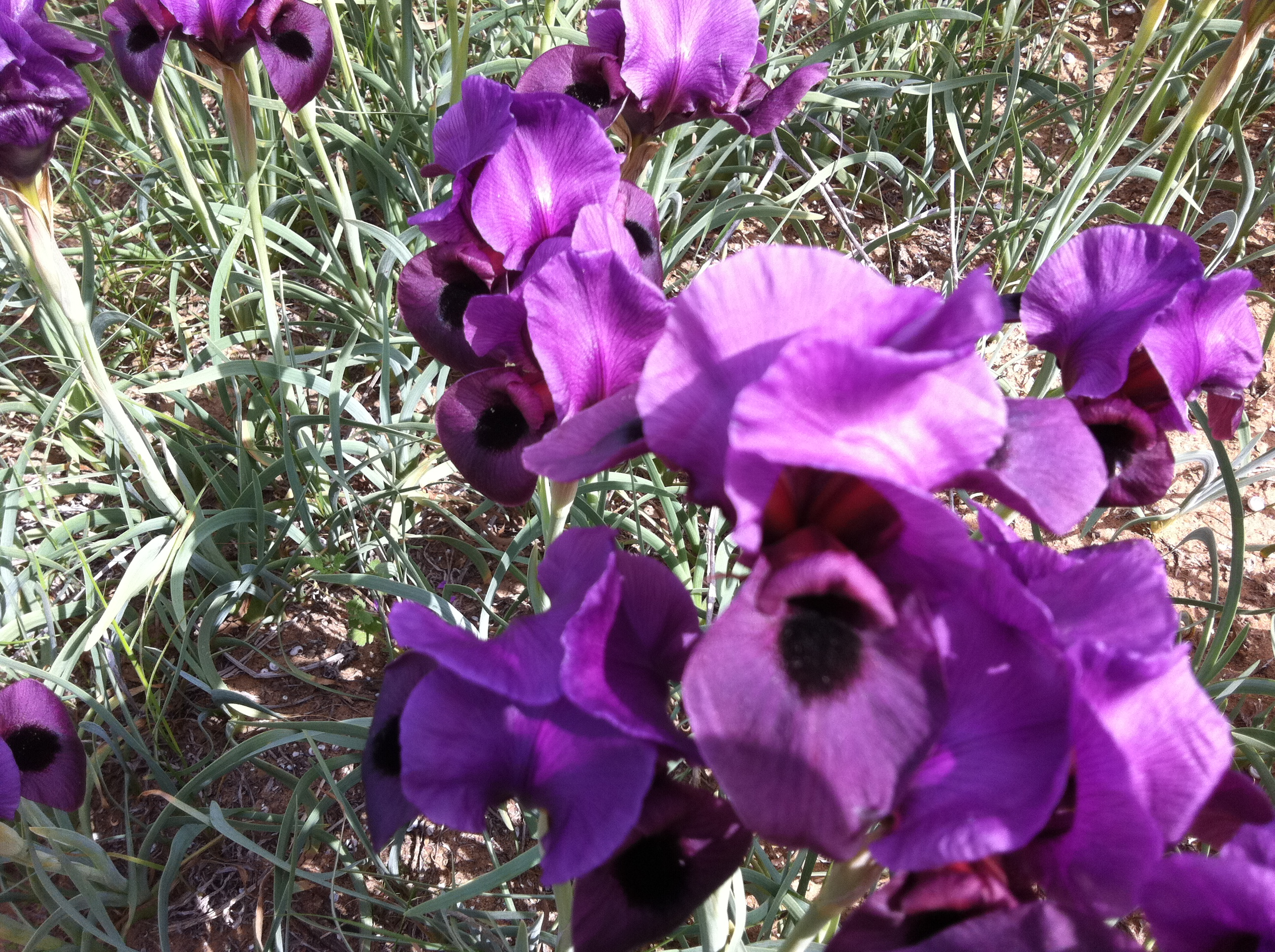
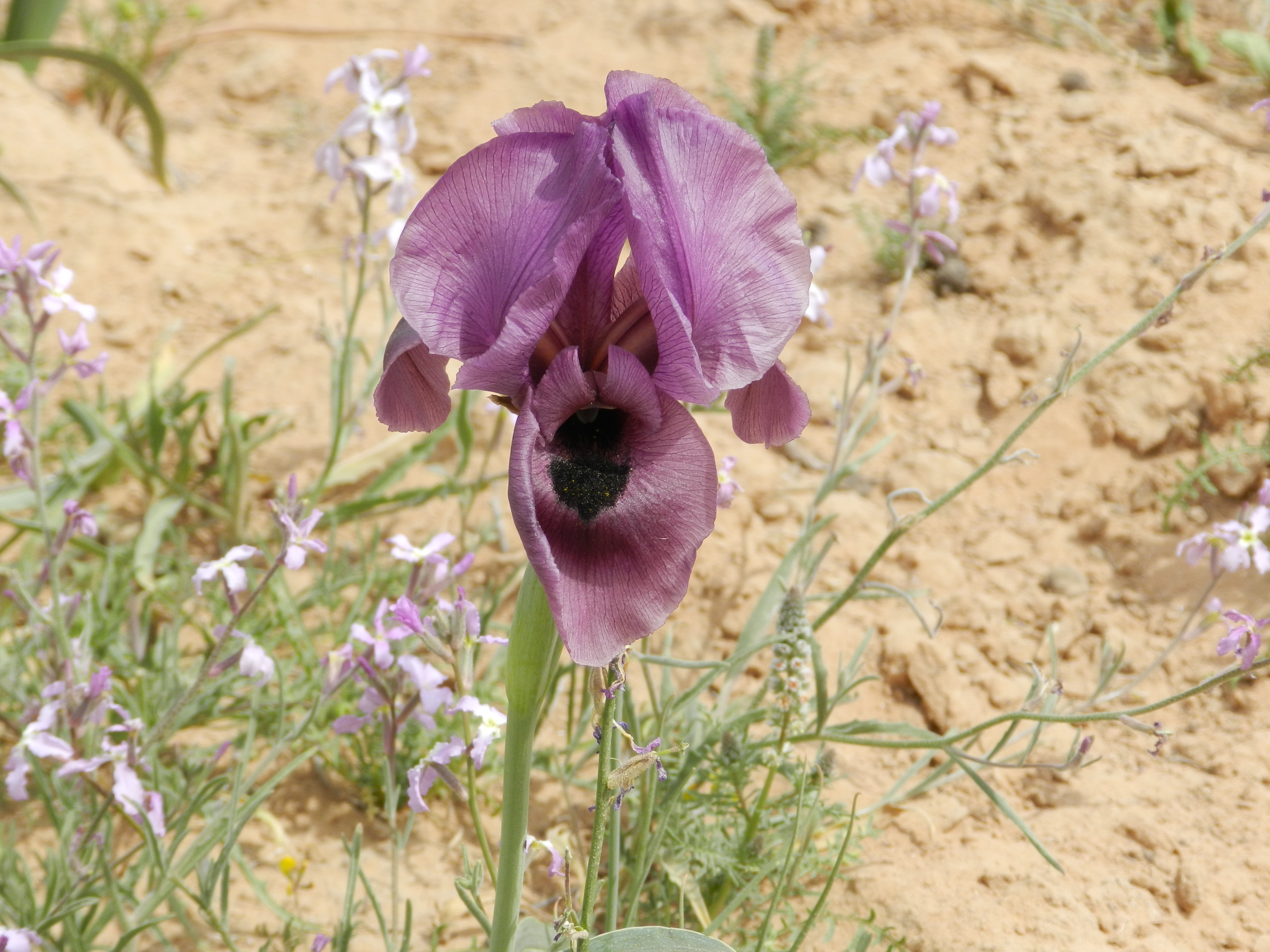